# Unterfahrschutz (Nutzfahrzeug)

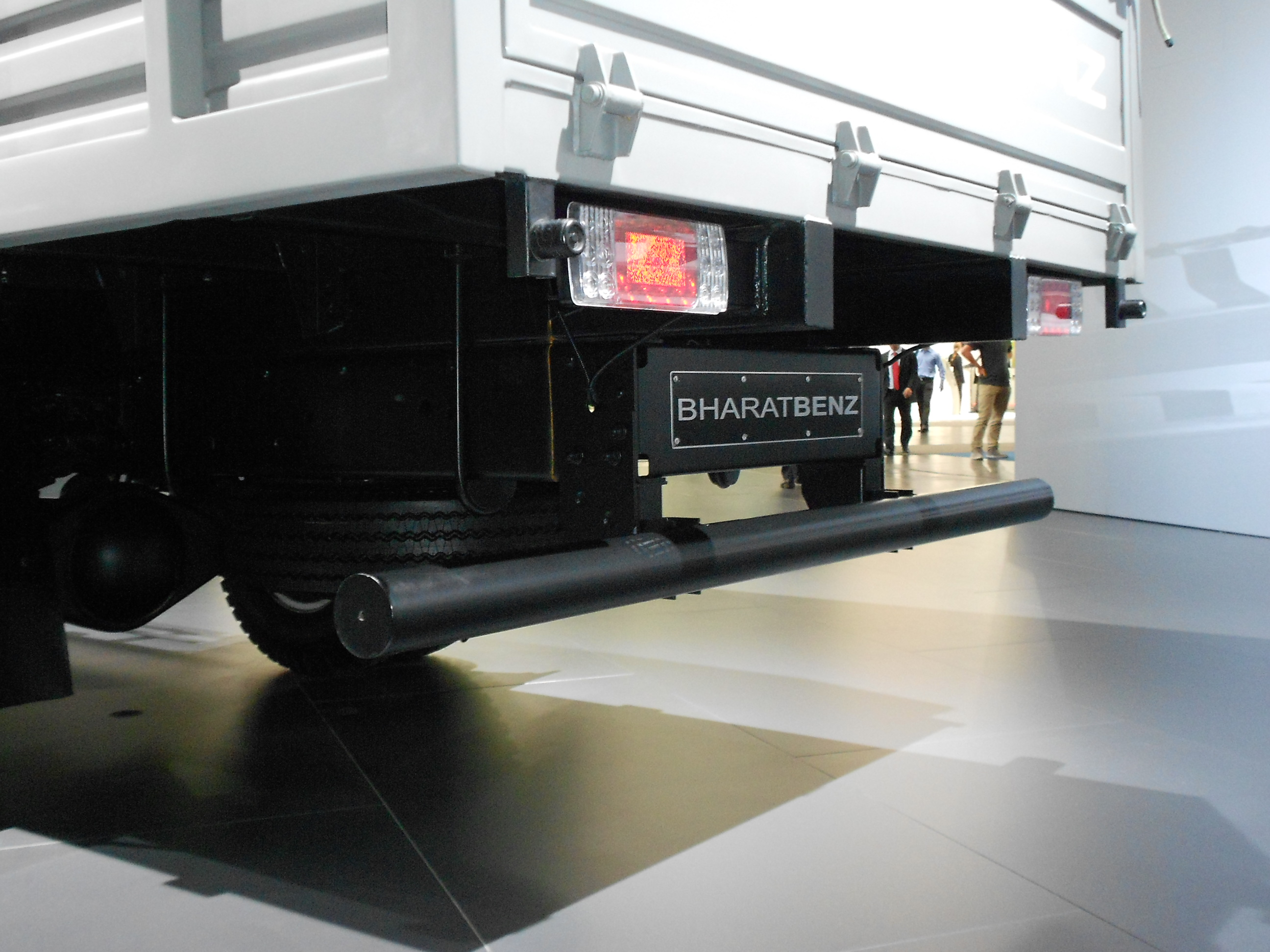
Unterfahrschutz eines BharatBenz-Lastkraftwagens.

Ein Unterfahrschutz ist ein für die Verkehrssicherheit relevantes Bauteil eines Nutzfahrzeuges und soll verhindern, dass bei einem Straßenverkehrsunfall kleinere Fahrzeuge (PKW, Zweiräder) die Aufbauten, Räder oder das Fahrgestell eines größeren Lastkraftwagens oder Anhängers von vorne oder hinten unterfahren und die Verkehrsteilnehmer verletzt oder getötet werden. An den Fahrzeuglängsseiten erfüllen seitliche Schutzvorrichtungen diese Funktion, auch für Fußgänger.

## Allgemein

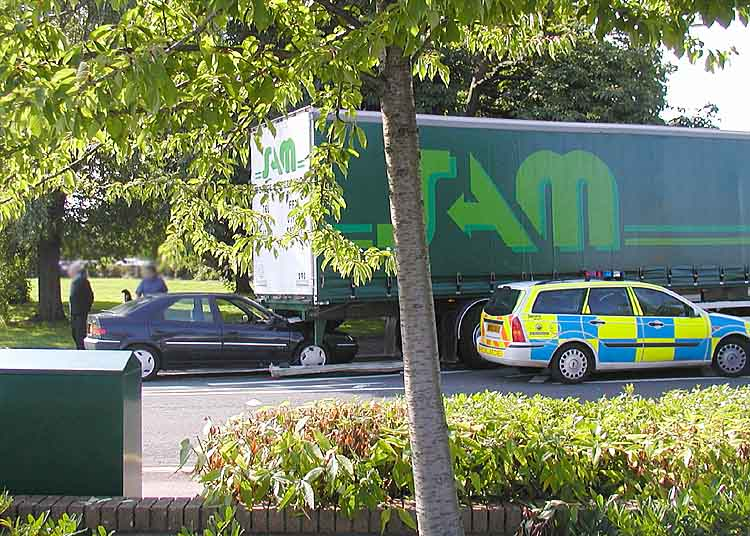
Auffahrunfall in England 2004: Die Motorhaube des PKW ist weit unter das Heck des Lastwagens gelangt.

Das Fahrgestell eines größeren Lastkraftwagens oder eines Anhängers liegt konstruktionsbedingt wesentlich höher über der Fahrbahn als das eines Personenkraftwagens. Bei einer Kollision treffen also zwei in ihrer Struktur und in ihrer Masse sehr unterschiedliche Fahrzeuge zusammen.
Bei einem Zusammenprall kann es daher schon bei geringer Geschwindigkeit zu einem Unterfahren des Lastkraftwagens oder Anhängers kommen. Dabei kann die Windschutzscheibe des PKW durchbrochen werden und massive Teile des LKW wie Ladekante oder Aufbauten in den Fahrgastraum eindringen.
Auch die die Scheibe tragenden A-Säulen und die Dachstruktur des PKW bieten den Insassen hier wenig Schutz.
Durch gesetzliche Regelungen ist daher europaweit ein Unterfahrschutz an größeren Lastkraftwagen und Anhängern vorgeschrieben.
Aufgabe des Unterfahrschutzes ist es auch, den energieabsorbierenden Bereichen der Karosserie des auffahrenden Fahrzeuges (auch Knautschzonen genannt) ein Widerlager zu bieten, sodass die Energie des Zusammenstoßes abgebaut werden kann.

## Aufbau
Ein Unterfahrschutz besteht aus einem Querträger aus Metall, der, ähnlich einer Stoßstange, fast die gesamte Breite des Fahrzeuges abdeckt.
Er besteht entweder aus Stahl oder aus Aluminium:
Gekantete Stahlprofile zeichnen sich durch eine höhere Festigkeit aus und sind zudem preiswerter, neigen jedoch – verstärkt durch den durch die Hinterräder erzeugten Steinschlag – zur Korrosion; Aluminium hingegen ist teurer, jedoch korrosionsfrei und weist eine geringere Masse auf.
Dieser Querträger ist über Verbindungselemente aus Stahl mit dem Fahrgestell des Lastkraftwagens oder Anhängers verbunden.
Der hintere Unterfahrschutz wird häufig zur Aufnahme der Rückleuchten sowie des Kennzeichens einschließlich der Kennzeichenbeleuchtung verwendet.
Zudem wird der schützende Raum vor dem hinteren Unterfahrschutz gerne zur Unterbringung von Bauteilen genutzt, die leicht zugänglich sein müssen, deren Einbau am Fahrgestell jedoch Platzprobleme bereitet: So ist dort beim MB Atego Hybrid die 110 kg schwere Traktionsbatterie samt Leistungselektronik verbaut.

Kollision mit einem Unterfahrschutz (Aufprallgeschwindigkeit: 30 - 40 km/h)
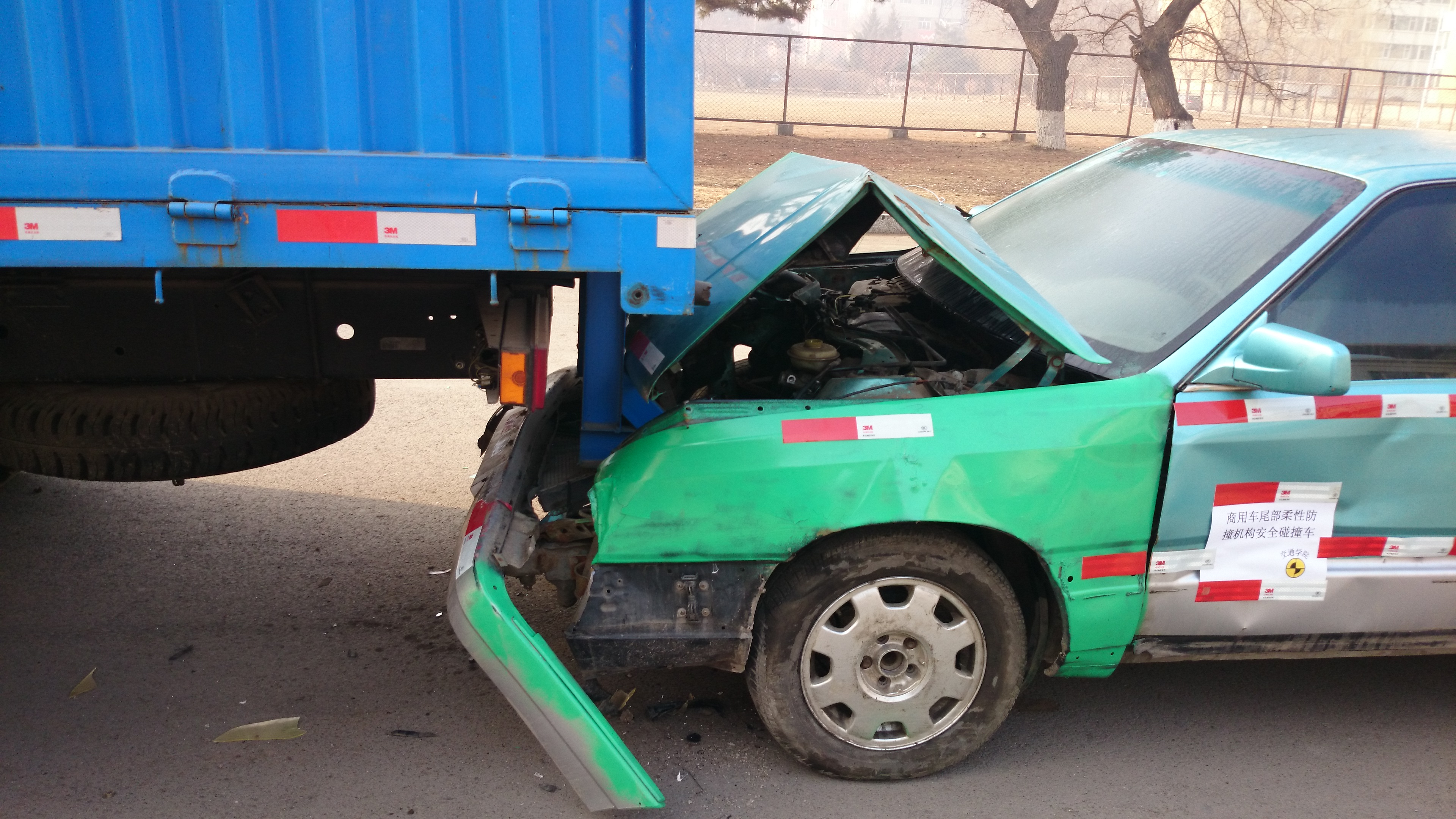
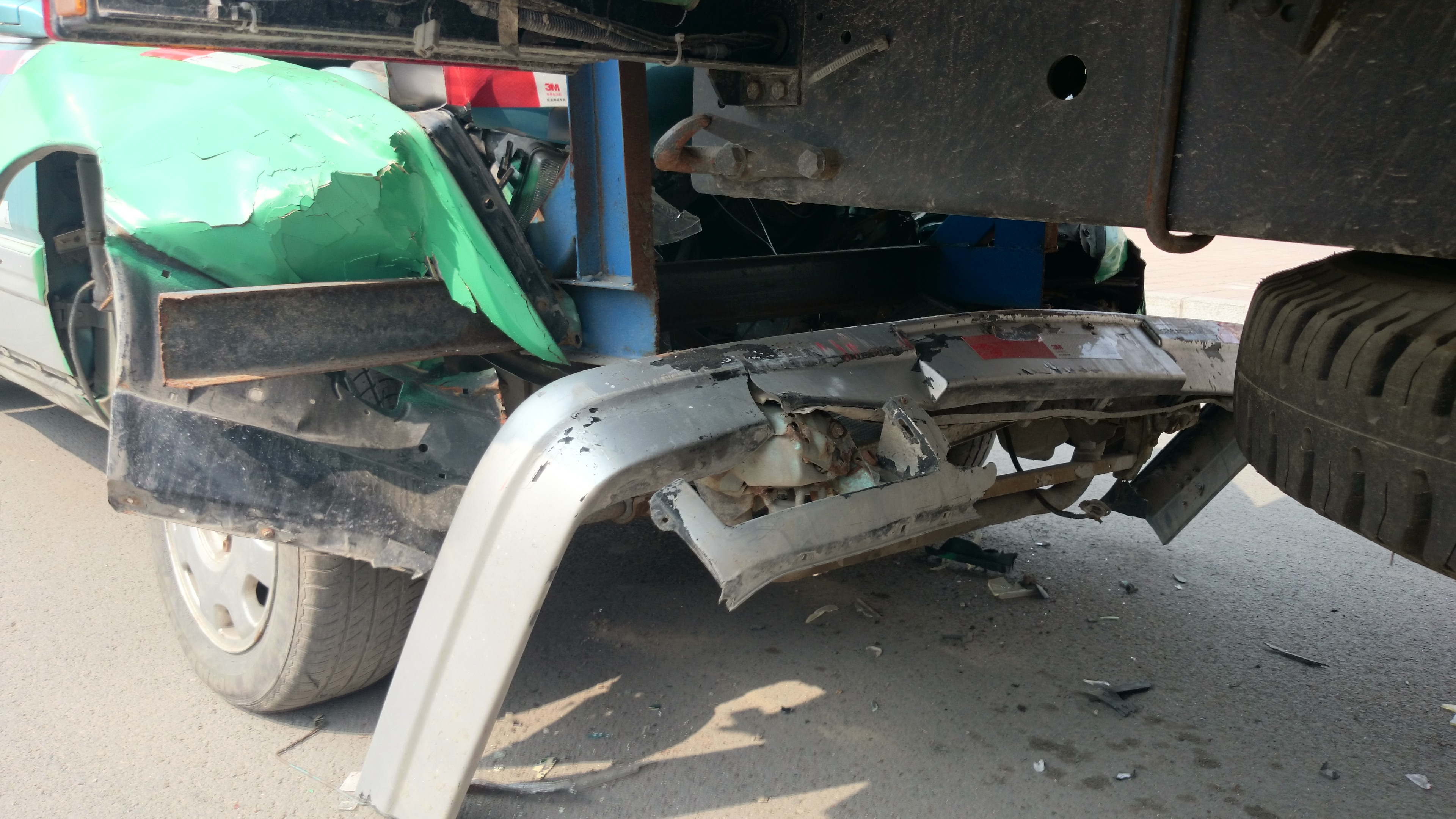

## Rechtliche Vorschriften

### Hinterer Unterfahrschutz
Im Bereich der Europäischen Union schreiben mehrere EG-Richtlinien die Bauweise, Anbauhöhen, Abmessungen und Prüfbedingungen des hinteren Unterfahrschutzes detailliert vor.
In Deutschland werden diese Regelungen durch § 32b der Straßenverkehrs-Zulassungs-Ordnung (StVZO) umgesetzt, welcher mit der Verordnung zur Änderung der Straßenverkehrs-Zulassungs-Ordnung vom 20. Juni 1973 eingeführt wurde und zunächst für alle ab dem 1. Januar 1975 erstmals in den Verkehr kommenden Kraftfahrzeuge und Anhänger galt.
Danach ist ein hinterer Unterfahrschutz grundsätzlich für alle Kraftfahrzeuge und Anhänger vorgeschrieben, bei denen das Fahrgestell mehr als 55 cm über der Fahrbahn liegt oder der Abstand des Fahrzeugendes von der Hinterachse mehr als ein Meter beträgt.
Für land- und forstwirtschaftliche Zugmaschinen, Arbeitsmaschinen, Sattelzugmaschinen (die ohnehin meist mit einem angekoppelten Sattelauflieger fahren) und bestimmte Anhänger ist kein Unterfahrschutz vorgeschrieben.
Auch Fahrzeuge, bei denen aufgrund ihres Verwendungszwecks ein solches Bauteil nicht geboten erscheint (zum Beispiel Fahrzeuge der Müllabfuhr) oder die häufig abseits öffentlicher Straßen und im Gelände verwendet werden, wie etwa bestimmte Bau- oder Militärfahrzeuge sind von der Vorschrift ausgenommen (§ 32b Abs. 3 StVZO).
Fahrzeuge, die mit einer Ladebordwand ausgerüstet sind, müssen ebenfalls mit einer Unterfahrschutzeinrichtung versehen sein. Dabei darf diese aufgrund der Tragemechanik unterbrochen und somit mehrteilig sein.

### Vorderer Unterfahrschutz

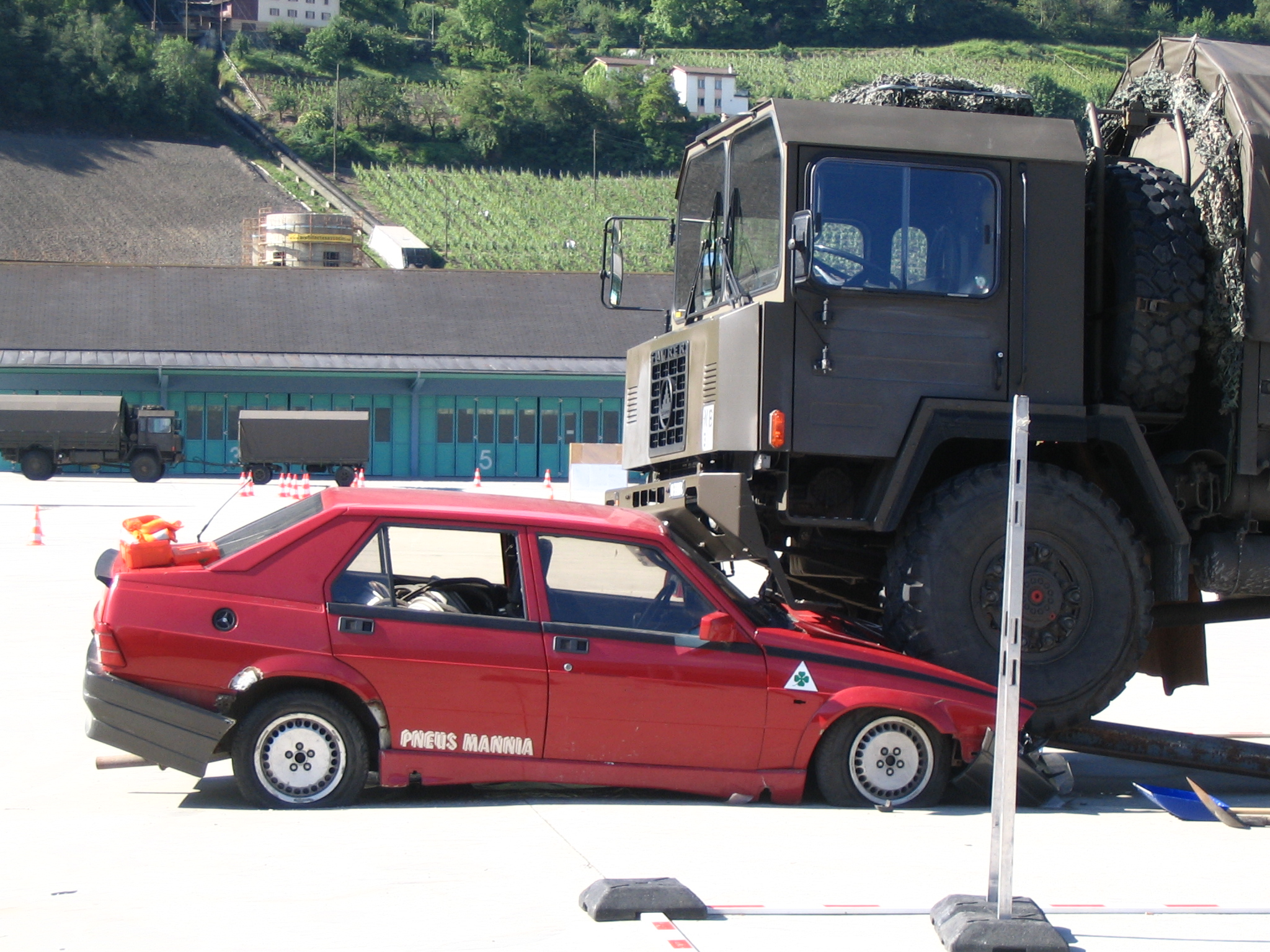
Typisches Unfallbild eines PKW-LKW Frontalzusammenstoßes ohne vorderen Unterfahrschutz

Um die Insassen von PKWs, kleineren Nutzfahrzeugen sowie Radfahrer auch bei Frontalzusammenstößen mit schweren Lastkraftwagen besser zu schützen, müssen seit 2003 europaweit alle Lastkraftwagen mit einem zulässigen Gesamtgewicht über 3,5 t auch mit einem vorderen Unterfahrschutz versehen sein (§ 32b Abs. 4 StVZO); die Vorschrift sieht Ausnahmen vor.
Detaillierte Vorgaben hinsichtlich der Anbauhöhen und Abmessungen sind in Richtlinien der EU sowie durch ECE-Regelungen bestimmt.

### Seitliche Schutzvorrichtungen

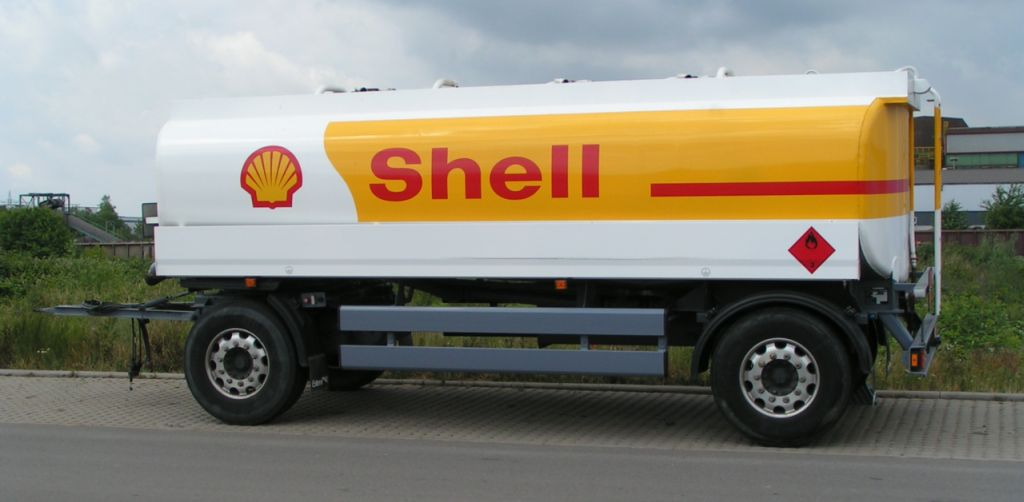
Zweiachsiger Tankanhänger mit seitlichen Schutzvorrichtungen und hinterem Unterfahrschutz

Größere Lastkraftwagen und Anhänger (mit einem zulässigen Gesamtgewicht über 3,5 t) müssen zusätzlich mit seitlichen Schutzvorrichtungen versehen sein.
Diese Vorrichtungen sollen nicht nur ein Unterfahren erschweren; vielmehr soll verhindert werden, dass Fußgänger sowie Rad- und Motorradfahrer unter das Fahrzeug geraten und von den Rädern überrollt werden.
Die Außenflächen müssen glatt und so weit wie möglich von vorne bis hinten durchgehend sein.
Detaillierte Vorgaben hinsichtlich der Anbauhöhen und Abmessungen sind durch ECE-Regelungen bestimmt.
In Deutschland werden diese Regelungen durch § 32c der Straßenverkehrs-Zulassungs-Ordnung (StVZO) umgesetzt.

## Weiterentwicklung
Bereits im Jahre 2000 wurde in Studien des Gesamtverbandes der Deutschen Versicherungswirtschaft darauf hingewiesen, dass die aktuellen Schutzsysteme bei einem Auffahrunfall bisweilen keinen ausreichenden Widerstand bieten. So kann es je nach Kollisionsablauf und Aufprallgeschwindigkeit zu einem Abreißen des Unterfahrschutzes kommen.
Ein weiteres Problem stellt die geforderte Einbauhöhe des Unterfahrschutzes dar: Der derzeit vorgeschriebenen Einbauhöhe am LKW (55 cm über der Fahrbahn) steht der niedrigere PKW-Rahmenträger (ca. 40 cm über der Fahrbahn) gegenüber. Diese für den PKW ungünstige Situation wird zusätzlich verschlechtert, da sich die Front des Pkw bei einem scharfen Abbremsen nach unten neigt (siehe Bremsnicken), wodurch ein Unterfahren des Unterfahrschutzes erleichtert wird. Auch eine der Aerodynamik geschuldete Keilform der PKW-Haube ist hier von Nachteil.
Erschwerend kommt hinzu, dass bei einem Unterfahren die Schutzsysteme des PKW nicht immer ausreichend auslösen:
So erkennen Frontairbags in Abhängigkeit von der Änderung der Relativgeschwindigkeit nicht jedes Unterfahren als schweren Aufprall.
Alle Untersuchungen führen zu der Empfehlung, den Unterfahrschutz um 10 bis 15 cm tiefer zu verlegen sowie die Konstruktion so zu verstärken, dass die Profile bei einem Auffahrunfall nicht wegbrechen.
Nach groben Schätzungen aus dem Jahr 2000 könnte durch diese Maßnahmen in der EU jährlich der Tod von rund 100 Verkehrsteilnehmern vermieden sowie die Verletzungsschwere bei weiteren 600 schwerverletzten Autofahrern gemildert werden.
Auch von Seiten der Automobilverbände werden diese Forderungen unterstützt.

Ein Unterfahrschutz verringert den hinteren Böschungswinkel

Andererseits kann ein zu tief angebrachter Unterfahrschutz beim Befahren einer Rampe zum Aufsetzen und zur Zerstörung dieses Bauteils führen. Rampen werden häufig auf dem Betriebsgelände von Speditionen oder zum Einfahren in doppelstöckige Fährschiffe befahren.
Die Notwendigkeit der Änderung der Rechtsnorm ist von der Europäischen Kommission erkannt; Verfahren der europäischen Gesetzgebung lassen jedoch erfahrungsgemäß eine lange Einführungszeit erwarten.
Gleichwohl liegen problemlösende Eigenentwicklungen der Industrie, wie etwa der Safeliner, bereits vor.

## Mansfield bar

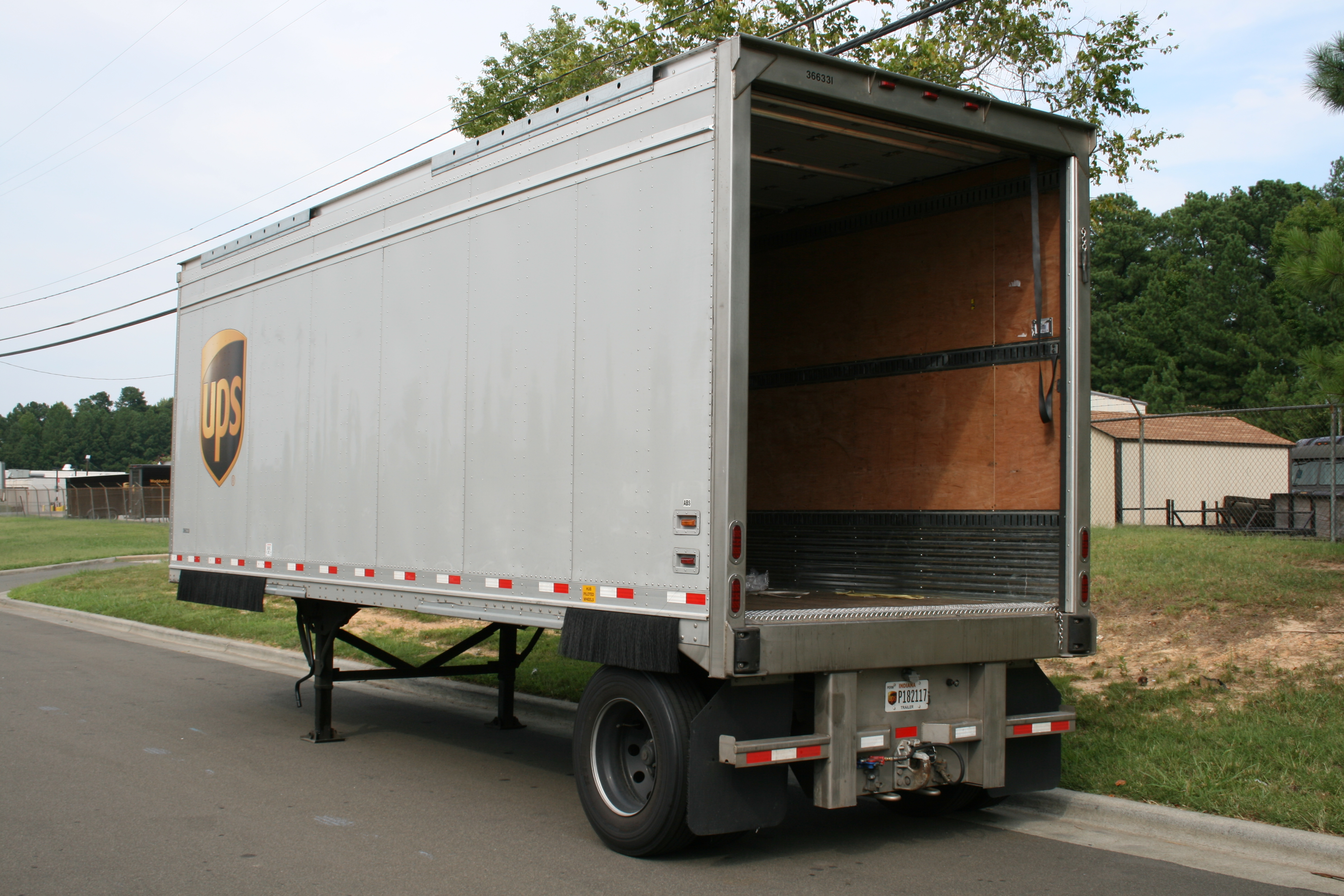
Sattelauflieger eines Paketdienstes in den USA mit rot-weißem Mansfield bar entsprechend den Anforderungen der NHTSA

Am 29. Juli 1967 ereignete sich in Louisiana, (USA) ein Auffahrunfall, bei dem die seinerzeit sehr populäre Filmschauspielerin Jayne Mansfield getötet wurde. Dabei geriet ihr PKW unter einen langsam fahrenden Sattelzug. Erhebliches Medienaufsehen erhielt der Unfall auch, weil die Schauspielerin nach ersten Berichten geköpft wurde, was einem nicht seltenen Vorgang bei diesem Unfalltyp entspricht (In späteren Berichten wurde darauf hingewiesen, dass ihr Kopf nicht abgetrennt wurde und dass auf den Polizeifotos lediglich eine Perücke oder Teile ihrer Kopfhaut zu sehen waren.).
Der spektakuläre Unfall führte rasch zur Einführung eines Unterfahrschutzes für alle Sattelauflieger durch die National Highway Traffic Safety Administration. Noch heute ist dieser in den USA als Mansfield bar (teilweise auch als DOT-bumper) bekannt.